# Saint-Romain-les-Atheux
Saint-Romain-les-Atheux település Franciaországban, Loire megyében. Lakosainak száma 949 fő (2022. január 1.). Saint-Romain-les-Atheux Saint-Just-Malmont, Le Chambon-Feugerolles, Jonzieux, La Ricamarie és Saint-Genest-Malifaux községekkel határos.

## Népesség
A település népessége az elmúlt években az alábbi módon változott:
| Lakosok száma | 342  | 700  | 780  | 905  | 972  | 977  | 960  | 949  | 948  | 949  |
|               | 1968 | 1982 | 1990 | 2006 | 2013 | 2015 | 2017 | 2019 | 2020 | 2022 |